# Vicente Gómez (compositore)
Vicente Gómez (Madrid, 8 luglio 1911 – USA, 23 dicembre 2001) è stato un chitarrista e compositore spagnolo naturalizzato statunitense, famoso per le sue colonne sonore cinematografiche.

## Biografia
Vicente Gómez inizia la sua carriera in Spagna. Trasferitosi negli Stati Uniti con la Decca dal 1939 pubblicherà diversi album.
Nel 1941 scrisse la colonna sonora del film Sangue e arena, inclusa la canzone Verde Luna.
Nel 1943 diventato cittadino statunitense prestò servizio nell'esercito fino al 1946.
Ha composto colonne sonore per i film di Hollywood fino al 1957, successivamente si è dedicato all'insegnamento della chitarra a Los Angeles.

## Filmografia parziale
- Morena Clara, regia di Florián Rey (1936)
- Sangue e arena, regia di Rouben Mamoulian (1941)
- Il covo dei contrabbandieri, regia di Fritz Lang (1947)
- La rivolta (Crisis),regia di Richard Brooks (1950)
- The Fighter, regia di Herbert Kline (1952)
- Il sole sorgerà ancora, regia di Henry King (1957)